# Coupe de la CEV masculine 1995-1996
Navigation
Édition précédente Édition suivante
La Coupe de la CEV masculine 1995-1996 est la 16e édition de la Coupe de la CEV.

## Tour qualificatif

### Deuxième tour

#### Tournoi 1
| # | Équipe              | Pts | J | G | P | Sp | Sc | Ratio | Pp  | Pc  | Ratio |
| - | ------------------- | --- | - | - | - | -- | -- | ----- | --- | --- | ----- |
| 1 | Donaukraft Vienne   | 6   | 3 | 3 | 0 | 9  | 2  | 4.5   | 152 | 82  | 1.854 |
| 2 | Post Telekom Berlin | 5   | 3 | 2 | 1 | 8  | 4  | 2     | 157 | 111 | 1.414 |
| 3 | Hapoël Bat Yam      | 4   | 3 | 1 | 2 | 4  | 6  | 0.667 | 100 | 112 | 0.893 |
| 4 | Gradina Srebenik    | 3   | 3 | 0 | 3 | 0  | 9  | 0     | 31  | 135 | 0.23  |

| Date     | Match                                   | Résultat | Sets  | Sets | Sets | Sets | Sets  | Total Points |
| Date     | Match                                   | Résultat | 1     | 2    | 3    | 4    | 5     | Total Points |
| -------- | --------------------------------------- | -------- | ----- | ---- | ---- | ---- | ----- | ------------ |
| 09.12.95 | Donaukraft Vienne - Post Telekom Berlin | 3 - 2    | 16-14 | 15-4 | 8-15 | 8-15 | 15-10 | 62-58        |
| 09.12.95 | Hapoël Bat Yam - Gradina Srebenik       | 3 - 0    | 15-7  | 15-2 | 15-4 | -    | -     | 45-13        |
| 10.12.95 | Donaukraft Vienne - Gradina Srebenik    | 3 - 0    | 15-0  | 15-5 | 15-3 | -    | -     | 45-8         |
| 10.12.95 | Post Telekom Berlin - Hapoël Bat Yam    | 3 - 1    | 15-10 | 9-15 | 15-6 | 15-8 | -     | 54-39        |
| 11.12.95 | Gradina Srebenik - Post Telekom Berlin  | 0 - 3    | 2-15  | 2-15 | 6-15 | -    | -     | 10-45        |
| 11.12.95 | Hapoël Bat Yam - Donaukraft Vienne      | 0 - 3    | 2-15  | 9-15 | 5-15 | -    | -     | 16-45        |

#### Tournoi 2
| # | Équipe                 | Pts | J | G | P | Sp | Sc | Ratio | Pp  | Pc  | Ratio |
| - | ---------------------- | --- | - | - | - | -- | -- | ----- | --- | --- | ----- |
| 1 | Aero Odolena Voda      | 6   | 3 | 3 | 0 | 9  | 0  | MAX   | 137 | 82  | 1.671 |
| 2 | Izumrud Iekaterinbourg | 5   | 3 | 2 | 1 | 6  | 4  | 1.5   | 137 | 110 | 1.245 |
| 3 | Union Enns             | 4   | 3 | 1 | 2 | 3  | 8  | 0.375 | 128 | 157 | 0.815 |
| 4 | Dinamo Bucarest        | 3   | 3 | 0 | 3 | 3  | 9  | 0.333 | 127 | 180 | 0.706 |

| Date     | Match                                      | Résultat | Sets  | Sets  | Sets  | Sets  | Sets  | Total Points |
| Date     | Match                                      | Résultat | 1     | 2     | 3     | 4     | 5     | Total Points |
| -------- | ------------------------------------------ | -------- | ----- | ----- | ----- | ----- | ----- | ------------ |
| 08.12.95 | Aero Odolena Voda - Union Enns             | 3 - 0    | 15-8  | 15-10 | 15-7  | -     | -     | 45-25        |
| 08.12.95 | Izumrud Iekaterinbourg - Dinamo Bucarest   | 3 - 1    | 15-5  | 14-16 | 15-8  | 15-7  | -     | 59-36        |
| 09.12.95 | Dinamo Bucarest - Aero Odolena Voda        | 0 - 3    | 16-17 | 7-15  | 1-15  | -     | -     | 24-47        |
| 09.12.95 | Union Enns - Izumrud Iekaterinbourg        | 0 - 3    | 7-15  | 12-15 | 10-15 | -     | -     | 29-45        |
| 10.12.95 | Union Enns - Dinamo Bucarest               | 3 - 2    | 12-15 | 16-17 | 15-8  | 15-13 | 16-14 | 74-67        |
| 10.12.95 | Izumrud Iekaterinbourg - Aero Odolena Voda | 0 - 3    | 12-15 | 11-15 | 10-15 | -     | -     | 33-45        |

#### Tournoi 3
| # | Équipe                | Pts | J | G | P | Sp | Sc | Ratio | Pp  | Pc  | Ratio |
| - | --------------------- | --- | - | - | - | -- | -- | ----- | --- | --- | ----- |
| 1 | Arago de Sète         | 6   | 3 | 3 | 0 | 9  | 4  | 2.25  | 185 | 143 | 1.294 |
| 2 | CS Gran Canaria       | 5   | 3 | 2 | 1 | 6  | 3  | 2     | 119 | 95  | 1.253 |
| 3 | Crvena Zvezda Beograd | 4   | 3 | 1 | 2 | 5  | 7  | 0.714 | 133 | 158 | 0.842 |
| 4 | Salonit Anhovol       | 3   | 3 | 0 | 3 | 3  | 9  | 0.333 | 135 | 176 | 0.767 |

| Date     | Match                                   | Résultat | Sets  | Sets  | Sets  | Sets  | Sets  | Total Points |
| Date     | Match                                   | Résultat | 1     | 2     | 3     | 4     | 5     | Total Points |
| -------- | --------------------------------------- | -------- | ----- | ----- | ----- | ----- | ----- | ------------ |
| 08.12.95 | Crvena Zvezda Beograd - Arago de Sète   | 2 - 3    | 15-6  | 17-15 | 6-15  | 7-15  | 7-15  | 52-66        |
| 08.12.95 | CS Gran Canaria - Salonit Anhovol       | 3 - 0    | 15-13 | 15-7  | 15-6  | -     | -     | 45-26        |
| 09.12.95 | Crvena Zvezda Beograd - Salonit Anhovol | 3 - 1    | 13-15 | 15-10 | 15-11 | 15-11 | -     | 58-47        |
| 09.12.95 | Arago de Sète - CS Gran Canaria         | 3 - 0    | 16-14 | 15-11 | 15-4  | -     | -     | 46-29        |
| 10.12.95 | Salonit Anhovol - Arago de Sète         | 2 - 3    | 11-15 | 16-14 | 16-14 | 7-15  | 12-15 | 62-73        |
| 10.12.95 | CS Gran Canaria - Crvena Zvezda Beograd | 3 - 0    | 15-2  | 15-11 | 15-10 | -     | -     | 45-23        |

#### Tournoi 4
| # | Équipe               | Pts | J | G | P | Sp | Sc | Ratio | Pp  | Pc  | Ratio |
| - | -------------------- | --- | - | - | - | -- | -- | ----- | --- | --- | ----- |
| 1 | VC Herentals         | 6   | 3 | 3 | 0 | 9  | 2  | 4.5   | 158 | 107 | 1.477 |
| 2 | Galatasaray Istanbul | 5   | 3 | 2 | 1 | 7  | 5  | 1.4   | 157 | 143 | 1.098 |
| 3 | Brevok Breda         | 4   | 3 | 1 | 2 | 6  | 7  | 0.857 | 155 | 152 | 1.02  |
| 4 | Rabotnicki Skopje    | 3   | 3 | 0 | 3 | 1  | 9  | 0.111 | 79  | 147 | 0.537 |

| Date     | Match                                    | Résultat | Sets  | Sets  | Sets  | Sets | Sets  | Total Points |
| Date     | Match                                    | Résultat | 1     | 2     | 3     | 4    | 5     | Total Points |
| -------- | ---------------------------------------- | -------- | ----- | ----- | ----- | ---- | ----- | ------------ |
| 08.12.95 | Brevok Breda - Galatasaray Istanbul      | 2 - 3    | 12-15 | 15-8  | 15-11 | 4-15 | 12-15 | 58-64        |
| 08.12.95 | Rabotnicki Skopje - VC Herentals         | 0 - 3    | 5-15  | 8-15  | 6-15  | -    | -     | 19-45        |
| 09.12.95 | Galatasaray Istanbul - Rabotnicki Skopje | 3 - 0    | 15-10 | 15-8  | 15-13 | -    | -     | 45-31        |
| 09.12.95 | VC Herentals - Brevok Breda              | 3 - 1    | 15-3  | 14-16 | 15-13 | 15-8 | -     | 59-40        |
| 10.12.95 | Rabotnicki Skopje - Brevok Breda         | 1 - 3    | 15-12 | 4-15  | 5-15  | 5-15 | -     | 29-57        |
| 10.12.95 | VC Herentals - Galatasaray Istanbul      | 3 - 1    | 8-15  | 16-14 | 15-11 | 15-8 | -     | 54-48        |

#### Tournoi 5
| # | Équipe                    | Pts | J | G | P | Sp | Sc | Ratio | Pp  | Pc  | Ratio |
| - | ------------------------- | --- | - | - | - | -- | -- | ----- | --- | --- | ----- |
| 1 | Perttelin Peikot          | 6   | 3 | 3 | 0 | 9  | 2  | 4.5   | 148 | 100 | 1.48  |
| 2 | SCC Berlin                | 5   | 3 | 2 | 1 | 7  | 3  | 2.333 | 140 | 86  | 1.628 |
| 3 | Dinamo Tirana             | 4   | 3 | 1 | 2 | 3  | 8  | 0.375 | 110 | 154 | 0.714 |
| 4 | Moldovahydromash Chisinau | 3   | 3 | 0 | 3 | 3  | 9  | 0.333 | 106 | 164 | 0.646 |

| Date     | Match                                        | Résultat | Sets  | Sets  | Sets  | Sets  | Sets  | Total Points |
| Date     | Match                                        | Résultat | 1     | 2     | 3     | 4     | 5     | Total Points |
| -------- | -------------------------------------------- | -------- | ----- | ----- | ----- | ----- | ----- | ------------ |
| 08.12.95 | SCC Berlin - Moldovahydromash Chisinau       | 3 - 0    | 15-4  | 15-4  | 15-1  | -     | -     | 45-9         |
| 08.12.95 | Perttelin Peikot - Dinamo Tirana             | 3 - 0    | 15-9  | 15-3  | 15-5  | -     | -     | 45-17        |
| 09.12.95 | Dinamo Tirana - SCC Berlin                   | 0 - 3    | 5-15  | 10-15 | 8-15  | -     | -     | 23-45        |
| 09.12.95 | Moldovahydromash Chisinau - Perttelin Peikot | 1 - 3    | 6-15  | 15-4  | 5-15  | 7-15  | -     | 33-49        |
| 10.12.95 | Dinamo Tirana - Moldovahydromash Chisinau    | 3 - 2    | 13-15 | 12-15 | 15-10 | 15-12 | 15-12 | 70-64        |
| 10.12.95 | Perttelin Peikot - SCC Berlin                | 3 - 1    | 15-13 | 9-15  | 15-12 | 15-10 | -     | 54-50        |

#### Tournoi 6
| # | Équipe             | Pts | J | G | P | Sp | Sc | Ratio | Pp  | Pc  | Ratio |
| - | ------------------ | --- | - | - | - | -- | -- | ----- | --- | --- | ----- |
| 1 | Castelo da Maia GC | 6   | 3 | 3 | 0 | 9  | 1  | 9     | 148 | 71  | 2.085 |
| 2 | Hapoël Kfar Saba   | 5   | 3 | 2 | 1 | 7  | 3  | 2.333 | 131 | 105 | 1.248 |
| 3 | Studenti Tirana    | 4   | 3 | 1 | 2 | 3  | 8  | 0.375 | 105 | 144 | 0.729 |
| 4 | VC Kilmarnock      | 3   | 3 | 0 | 3 | 2  | 9  | 0.222 | 90  | 154 | 0.584 |

| Date     | Match                                 | Résultat | Sets  | Sets  | Sets  | Sets  | Sets | Total Points |
| Date     | Match                                 | Résultat | 1     | 2     | 3     | 4     | 5    | Total Points |
| -------- | ------------------------------------- | -------- | ----- | ----- | ----- | ----- | ---- | ------------ |
| 08.12.95 | VC Kilmarnock - Castelo da Maia GC    | 0 - 3    | 2-15  | 6-15  | 5-15  | -     | -    | 13-45        |
| 08.12.95 | Hapoël Kfar Saba - Studenti Tirana    | 3 - 0    | 15-10 | 15-5  | 15-9  | -     | -    | 45-24        |
| 09.12.95 | Castelo da Maia GC - Studenti Tirana  | 3 - 0    | 15-8  | 15-5  | 15-4  | -     | -    | 45-17        |
| 09.12.95 | VC Kilmarnock - Hapoël Kfar Saba      | 0 - 3    | 11-15 | 5-15  | 7-15  | -     | -    | 23-45        |
| 10.12.95 | Hapoël Kfar Saba - Castelo da Maia GC | 1 - 3    | 9-15  | 11-15 | 15-13 | 6-15  | -    | 41-58        |
| 10.12.95 | Studenti Tirana - VC Kilmarnock       | 3 - 2    | 5-15  | 16-14 | 15-8  | 13-15 | 15-2 | 64-54        |

#### Tournoi 7
| # | Équipe           | Pts | J | G | P | Sp | Sc | Ratio | Pp  | Pc  | Ratio |
| - | ---------------- | --- | - | - | - | -- | -- | ----- | --- | --- | ----- |
| 1 | Maes Pils Zellik | 6   | 3 | 3 | 0 | 9  | 0  | MAX   | 136 | 47  | 2.894 |
| 2 | Dauer Daugavpils | 5   | 3 | 2 | 1 | 6  | 5  | 1.2   | 137 | 129 | 1.062 |
| 3 | Lamaring Vilnus  | 4   | 3 | 1 | 2 | 5  | 6  | 0.833 | 132 | 137 | 0.964 |
| 4 | VC Strassen      | 3   | 3 | 0 | 3 | 0  | 9  | 0     | 43  | 135 | 0.319 |

| Date     | Match                               | Résultat | Sets  | Sets  | Sets  | Sets  | Sets  | Total Points |
| Date     | Match                               | Résultat | 1     | 2     | 3     | 4     | 5     | Total Points |
| -------- | ----------------------------------- | -------- | ----- | ----- | ----- | ----- | ----- | ------------ |
| 08.12.95 | Maes Pils Zellik - VC Strassen      | 3 - 0    | 15-2  | 15-1  | 15-2  | -     | -     | 45-5         |
| 08.12.95 | Dauer Daugavpils - Lamaring Vilnus  | 3 - 2    | 15-11 | 15-6  | 10-15 | 12-15 | 20-18 | 72-65        |
| 09.12.95 | VC Strassen - Lamaring Vilnus       | 0 - 3    | 4-15  | 11-15 | 5-15  | -     | -     | 20-45        |
| 09.12.95 | Maes Pils Zellik - Dauer Daugavpils | 3 - 0    | 16-14 | 15-3  | 15-3  | -     | -     | 46-20        |
| 10.12.95 | Lamaring Vilnus - Maes Pils Zellik  | 0 - 3    | 3-15  | 12-15 | 7-15  | -     | -     | 22-45        |
| 10.12.95 | Dauer Daugavpils - VC Strassen      | 3 - 0    | 15-6  | 15-3  | 15-9  | -     | -     | 45-18        |

#### Tournoi 8
| # | Équipe                 | Pts | J | G | P | Sp | Sc | Ratio | Pp  | Pc  | Ratio |
| - | ---------------------- | --- | - | - | - | -- | -- | ----- | --- | --- | ----- |
| 1 | Budocnost Podgorica    | 6   | 3 | 3 | 0 | 9  | 2  | 4.5   | 162 | 107 | 1.514 |
| 2 | Vasas Budapest         | 5   | 3 | 2 | 1 | 6  | 3  | 2     | 124 | 85  | 1.459 |
| 3 | Fibrex Rifil Savinesti | 4   | 3 | 1 | 2 | 4  | 6  | 0.667 | 107 | 131 | 0.817 |
| 4 | Anorthosis Famagusta   | 3   | 3 | 0 | 3 | 1  | 9  | 0.111 | 79  | 149 | 0.53  |

| Date     | Match                                         | Résultat | Sets  | Sets  | Sets  | Sets  | Sets | Total Points |
| Date     | Match                                         | Résultat | 1     | 2     | 3     | 4     | 5    | Total Points |
| -------- | --------------------------------------------- | -------- | ----- | ----- | ----- | ----- | ---- | ------------ |
| 08.12.95 | Budocnost Podgorica - Vasas Budapest          | 3 - 0    | 15-9  | 15-13 | 15-12 | -     | -    | 45-34        |
| 08.12.95 | Fibrex Rifil Savinesti - Anorthosis Famagusta | 3 - 0    | 15-10 | 15-7  | 15-11 | -     | -    | 45-28        |
| 09.12.95 | Anorthosis Famagusta - Budocnost Podgorica    | 1 - 3    | 16-14 | 7-15  | 3-15  | 8-15  | -    | 34-59        |
| 09.12.95 | Vasas Budapest - Fibrex Rifil Savinesti       | 3 - 0    | 15-12 | 15-6  | 15-5  | -     | -    | 45-23        |
| 10.12.95 | Anorthosis Famagusta - Vasas Budapest         | 0 - 3    | 8-15  | 6-15  | 3-15  | -     | -    | 17-45        |
| 10.12.95 | Fibrex Rifil Savinesti - Budocnost Podgorica  | 1 - 3    | 15-13 | 7-15  | 7-15  | 10-15 | -    | 39-58        |

#### Tournoi 9
| # | Équipe           | Pts | J | G | P | Sp | Sc | Ratio | Pp  | Pc  | Ratio |
| - | ---------------- | --- | - | - | - | -- | -- | ----- | --- | --- | ----- |
| 1 | Aris Salonique   | 6   | 3 | 3 | 0 | 9  | 1  | 9     | 148 | 75  | 1.973 |
| 2 | Kfum Oslo        | 5   | 3 | 2 | 1 | 6  | 5  | 1.2   | 120 | 126 | 0.952 |
| 3 | Arçelik Istanbul | 4   | 3 | 1 | 2 | 6  | 6  | 1     | 147 | 136 | 1.081 |
| 4 | Rival Rakvere    | 3   | 3 | 0 | 3 | 0  | 9  | 0     | 57  | 135 | 0.422 |

| Date     | Match                             | Résultat | Sets  | Sets  | Sets  | Sets | Sets  | Total Points |
| Date     | Match                             | Résultat | 1     | 2     | 3     | 4    | 5     | Total Points |
| -------- | --------------------------------- | -------- | ----- | ----- | ----- | ---- | ----- | ------------ |
| 08.12.95 | Rival Rakvere - Kfum Oslo         | 0 - 3    | 8-15  | 9-15  | 4-15  | -    | -     | 21-45        |
| 08.12.95 | Aris Salonique - Arçelik Istanbul | 3 - 1    | 13-15 | 15-13 | 15-5  | 15-9 | -     | 58-42        |
| 09.12.95 | Arçelik Istanbul - Rival Rakvere  | 3 - 0    | 15-5  | 15-10 | 15-2  | -    | -     | 45-17        |
| 09.12.95 | Kfum Oslo - Aris Salonique        | 0 - 3    | 1-15  | 5-15  | 8-15  | -    | -     | 14-45        |
| 10.12.95 | Arçelik Istanbul - Kfum Oslo      | 2 - 3    | 15-6  | 15-10 | 12-15 | 6-15 | 12-15 | 60-61        |
| 10.12.95 | Aris Salonique - Rival Rakvere    | 3 - 0    | 15-7  | 15-4  | 15-8  | -    | -     | 45-19        |

#### Tournoi 10
| # | Équipe              | Pts | J | G | P | Sp | Sc | Ratio | Pp  | Pc  | Ratio |
| - | ------------------- | --- | - | - | - | -- | -- | ----- | --- | --- | ----- |
| 1 | PPS Volley Helsinki | 4   | 2 | 2 | 0 | 6  | 3  | 2     | 124 | 110 | 1.127 |
| 2 | Dorozhnyk Odesa     | 3   | 2 | 1 | 1 | 5  | 3  | 1.667 | 110 | 92  | 1.196 |
| 3 | TV Amriswil         | 2   | 2 | 0 | 2 | 1  | 6  | 0.167 | 72  | 104 | 0.692 |

| Date     | Match                                 | Résultat | Sets  | Sets  | Sets  | Sets  | Sets  | Total Points |
| Date     | Match                                 | Résultat | 1     | 2     | 3     | 4     | 5     | Total Points |
| -------- | ------------------------------------- | -------- | ----- | ----- | ----- | ----- | ----- | ------------ |
| 08.12.95 | TV Amriswil - PPS Volley Helsinki     | 1 - 3    | 12-15 | 16-14 | 7-15  | 10-15 | -     | 45-59        |
| 09.12.95 | PPS Volley Helsinki - Dorozhnyk Odesa | 3 - 2    | 15-11 | 9-15  | 11-15 | 15-13 | 15-11 | 65-65        |
| 10.12.95 | Dorozhnyk Odesa - TV Amriswil         | 3 - 0    | 15-12 | 15-10 | 15-5  | -     | -     | 45-27        |

#### Tournoi 11
| # | Équipe               | Pts | J | G | P | Sp | Sc | Ratio | Pp  | Pc  | Ratio |
| - | -------------------- | --- | - | - | - | -- | -- | ----- | --- | --- | ----- |
| 1 | Paris UC             | 6   | 3 | 3 | 0 | 9  | 1  | 9     | 151 | 66  | 2.288 |
| 2 | Metalac Olt Osijek   | 5   | 3 | 2 | 1 | 6  | 5  | 1.2   | 117 | 131 | 0.893 |
| 3 | Balcancar-Tran Sofia | 4   | 3 | 1 | 2 | 6  | 7  | 0.857 | 163 | 151 | 1.079 |
| 4 | Glasgow Ragazzi      | 3   | 3 | 0 | 3 | 1  | 9  | 0.111 | 65  | 148 | 0.439 |

| Date     | Match                                     | Résultat | Sets  | Sets  | Sets  | Sets  | Sets | Total Points |
| Date     | Match                                     | Résultat | 1     | 2     | 3     | 4     | 5    | Total Points |
| -------- | ----------------------------------------- | -------- | ----- | ----- | ----- | ----- | ---- | ------------ |
| 08.12.95 | Metalac Olt Osijek - Paris UC             | 0 - 3    | 11-15 | 1-15  | 7-15  | -     | -    | 19-45        |
| 08.12.95 | Glasgow Ragazzi - Balcancar-Tran Sofia    | 1 - 3    | 9-15  | 11-15 | 15-13 | 2-15  | -    | 37-58        |
| 09.12.95 | Balcancar-Tran Sofia - Metalac Olt Osijek | 2 - 3    | 15-4  | 15-4  | 12-15 | 13-15 | 9-15 | 64-53        |
| 09.12.95 | Paris UC - Glasgow Ragazzi                | 3 - 0    | 15-2  | 15-1  | 15-3  | -     | -    | 45-6         |
| 10.12.95 | Paris UC - Balcancar-Tran Sofia           | 3 - 1    | 15-17 | 15-5  | 15-5  | 16-14 | -    | 61-41        |
| 10.12.95 | Glasgow Ragazzi - Metalac Olt Osijek      | 0 - 3    | 6-15  | 11-15 | 5-15  | -     | -    | 22-45        |

#### Tournoi 12
| # | Équipe              | Pts | J | G | P | Sp | Sc | Ratio | Pp | Pc | Ratio |
| - | ------------------- | --- | - | - | - | -- | -- | ----- | -- | -- | ----- |
| 1 | SC Espinho          | 4   | 2 | 2 | 0 | 6  | 0  | MAX   | 90 | 38 | 2.368 |
| 2 | Sputnik Vitebsk     | 3   | 2 | 1 | 1 | 3  | 3  | 1     | 73 | 71 | 1.028 |
| 3 | Makedonija Strumica | 2   | 2 | 0 | 2 | 0  | 6  | 0     | 38 | 92 | 0.413 |

| Date     | Match                                 | Résultat | Sets  | Sets | Sets  | Sets | Sets | Total Points |
| Date     | Match                                 | Résultat | 1     | 2    | 3     | 4    | 5    | Total Points |
| -------- | ------------------------------------- | -------- | ----- | ---- | ----- | ---- | ---- | ------------ |
| 08.12.95 | Sputnik Vitebsk - Makedonija Strumica | 3 - 0    | 15-5  | 15-6 | 17-15 | -    | -    | 47-26        |
| 09.12.95 | SC Espinho - Sputnik Vitebsk          | 3 - 0    | 15-11 | 15-8 | 15-7  | -    | -    | 45-26        |
| 10.12.95 | Makedonija Strumica - SC Espinho      | 0 - 3    | 1-15  | 3-15 | 8-15  | -    | -    | 12-45        |

## Tour principal

### Final à quatre
|  | Demi-finales                             | Demi-finales                             |                        |   | Finale                            | Finale                            |
|  | Demi-finales                             | Demi-finales                             |                        |   | Finale                            | Finale                            |
|  |                                          |                                          |                        |   |                                   |                                   |
|  | 02.03.96, 15-9, 5-15, 6-15, 15-13, 15-13 | 02.03.96, 15-9, 5-15, 6-15, 15-13, 15-13 |                        |   | 03.03.96, 15-10, 9-15, 15-4, 15-4 | 03.03.96, 15-10, 9-15, 15-4, 15-4 |
|  | 02.03.96, 15-9, 5-15, 6-15, 15-13, 15-13 | 02.03.96, 15-9, 5-15, 6-15, 15-13, 15-13 |                        |   | 03.03.96, 15-10, 9-15, 15-4, 15-4 | 03.03.96, 15-10, 9-15, 15-4, 15-4 |
|  | Edilcuoghi Ravenne                       | 3                                        |                        |   | 03.03.96, 15-10, 9-15, 15-4, 15-4 | 03.03.96, 15-10, 9-15, 15-4, 15-4 |
|  | Edilcuoghi Ravenne                       | 3                                        |                        |   | 03.03.96, 15-10, 9-15, 15-4, 15-4 | 03.03.96, 15-10, 9-15, 15-4, 15-4 |
|  | Aero Odolena Voda                        | 2                                        |                        |   | 03.03.96, 15-10, 9-15, 15-4, 15-4 | 03.03.96, 15-10, 9-15, 15-4, 15-4 |
|  | Aero Odolena Voda                        | 2                                        | Edilcuoghi Ravenne     | 0 |                                   |                                   |
|  | 02.03.96, 8-15, 6-15, 2-15               |                                          | Edilcuoghi Ravenne     | 0 |                                   |                                   |
|  |                                          | Alpitur Cuneo                            | 3                      |   |                                   |                                   |
|  | AVC Orestiada                            | Alpitur Cuneo                            | 3                      | 0 |                                   |                                   |
|  | AVC Orestiada                            |                                          |                        | 0 |                                   |                                   |
|  | Alpitur Cuneo                            | 3                                        |                        |   |                                   |                                   |
|  | Alpitur Cuneo                            | 3                                        | Match pour la 3e place |   |                                   |                                   |
|  |                                          |                                          |                        |   |                                   |                                   |
|  | 03.03.96, 15-9, 15-13, 4-15, 8-15, 10-15 |                                          |                        |   |                                   |                                   |
|  |                                          |                                          |                        |   |                                   |                                   |
|  | Aero Odolena Voda                        | 3                                        |                        |   |                                   |                                   |
|  | Aero Odolena Voda                        | 3                                        |                        |   |                                   |                                   |
|  | AVC Orestiada                            | 1                                        |                        |   |                                   |                                   |
|  | AVC Orestiada                            | 1                                        |                        |   |                                   |                                   |